# Georg von Ehingen

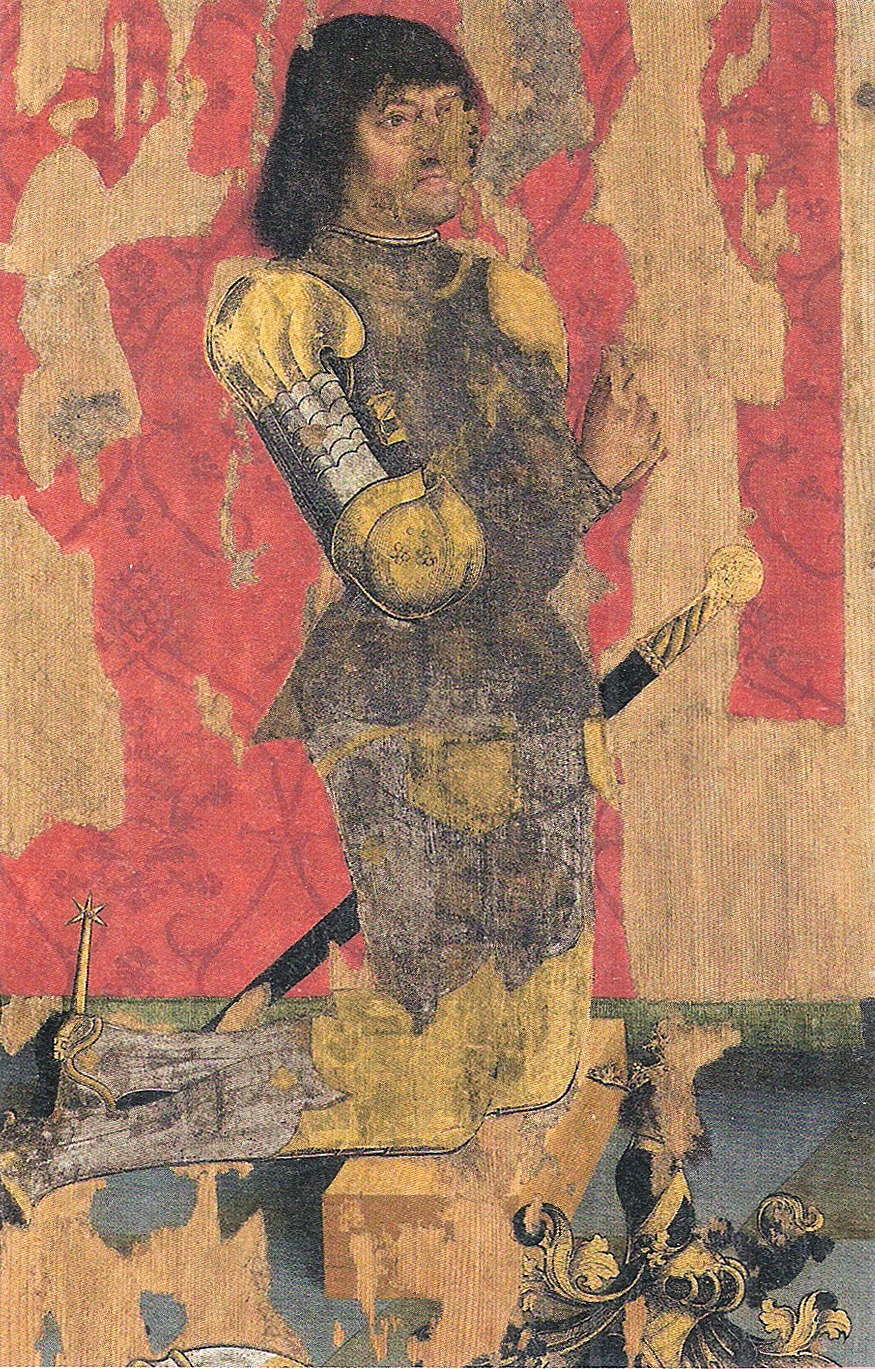
Georg von Ehingen, Tafel des Kilchberger Altars

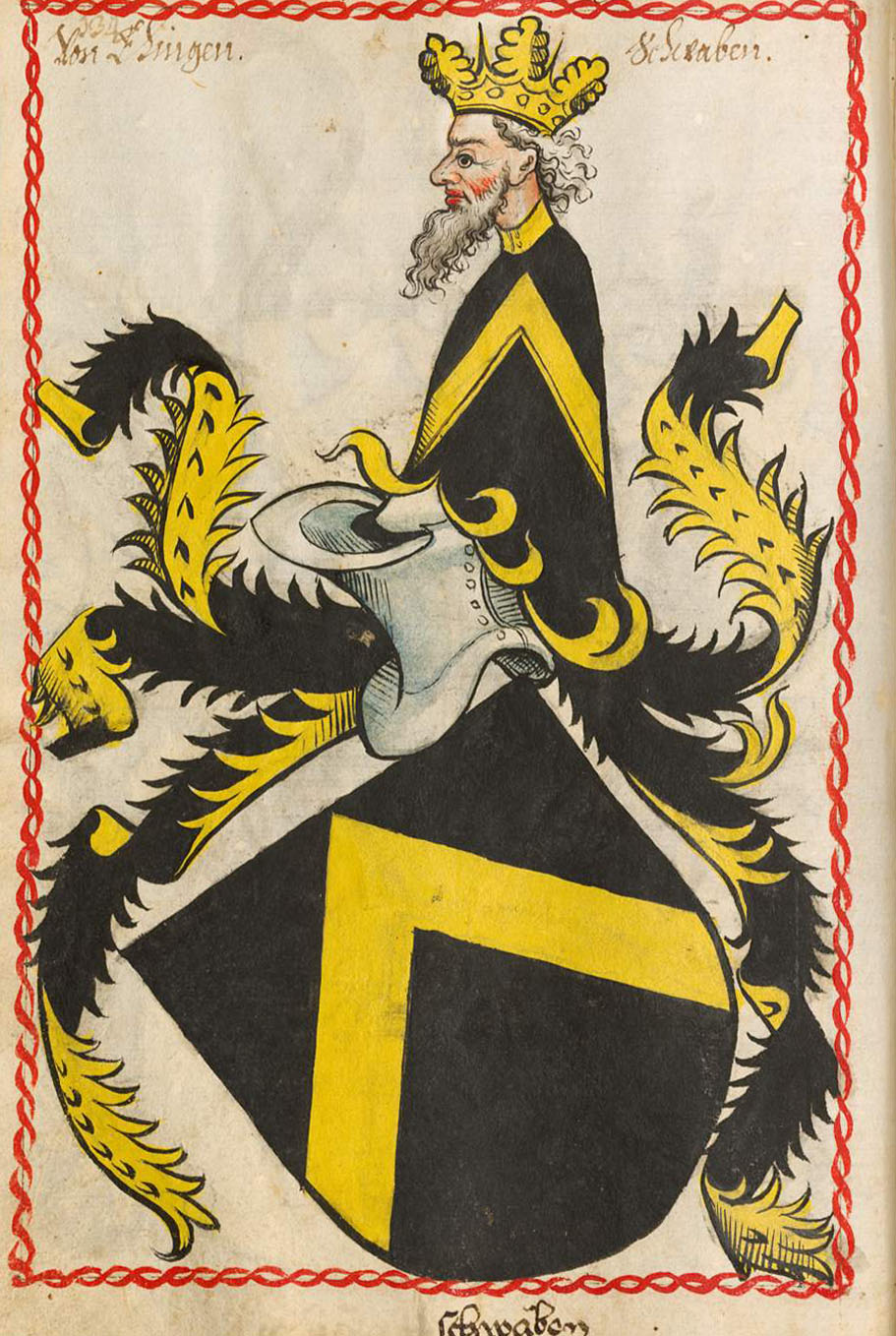
Wappen der Familie von Ehingen nach dem Scheiblerschen Wappenbuch

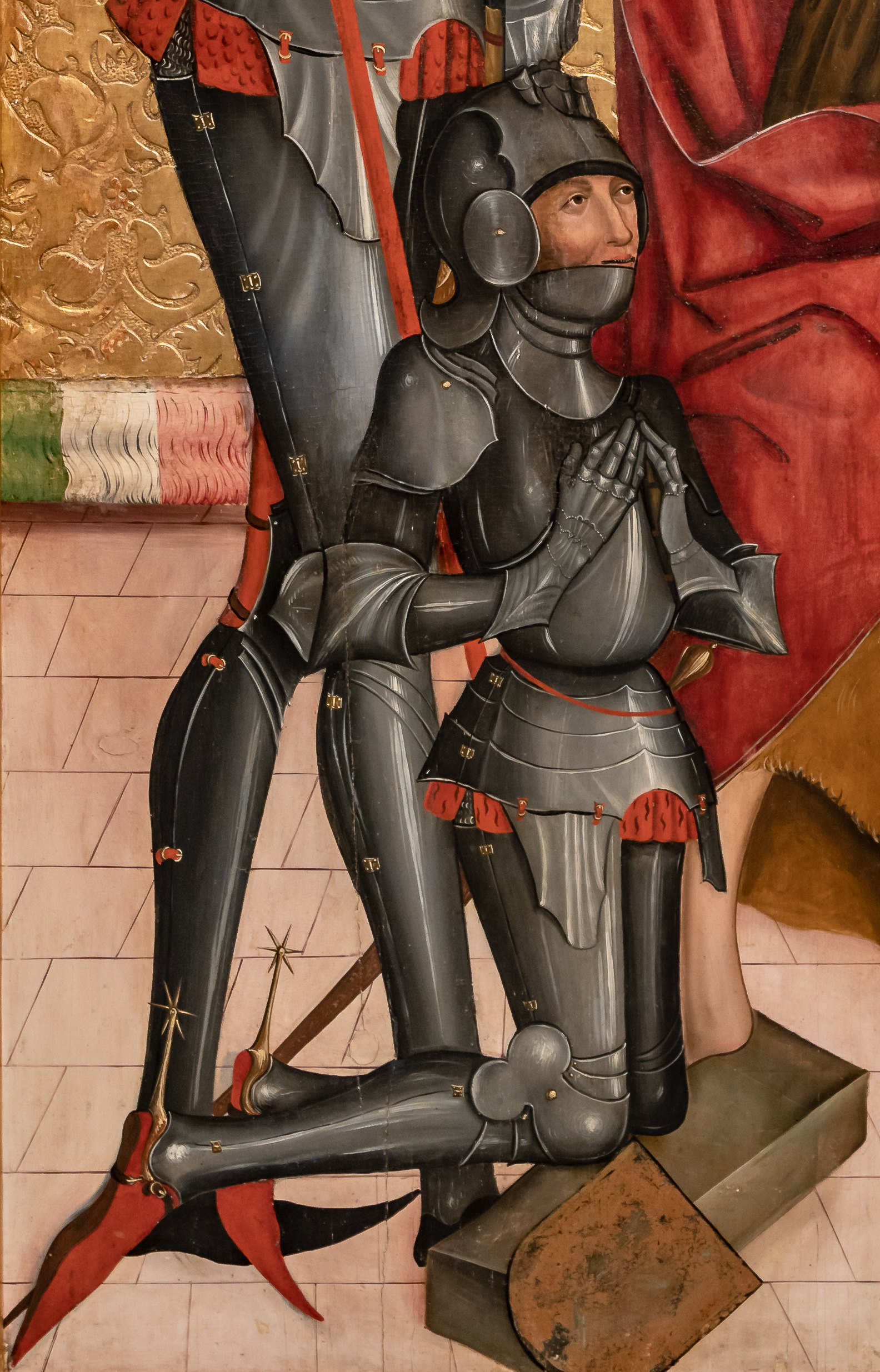
Georg von Ehingen

Georg von Ehingen bzw. Jörg von Ehingen (* 1428 auf Burg Hohenentringen; † 24. Februar 1508 auf Schloss Kilchberg) gehörte dem schwäbischen Adelsgeschlecht der von Ehingen an. Er war ein Reichsritter, Diplomat und Reisender.

## Leben
Georg von Ehingen war der Sohn von Rudolf von Ehingen und der Agnes von Heimerdingen. Sitz der Ehinger war zunächst Hohenentringen, später Schloss Kilchberg. Dort stiftete der Adelige einen kostbaren Altar, der sich heute im Württembergischen Landesmuseum befindet.
Mit seiner Erziehung und Ausbildung kam Georg von Ehingen frühzeitig in engen Kontakt zu den Habsburgern, er wurde wohl im Frühjahr 1446 nach Innsbruck an den Hof Sigmunds von Österreich geschickt. Ab 1452 (oder 1453) begegnet er am Hof Herzog Albrechts VI. von Österreich, ab 1462 stand er im Dienst von Eberhard im Bart, des Grafen (später Herzogs) von Württemberg, für den er als Obervogt von Tübingen amtete (und u. a. als Statthalter in Mömpelgard, 1468–1472). Eine erste längere Reise führte ihn im Gefolge Albrechts VI. nach Böhmen, wo er am 28. Oktober 1453 der Krönung von König Ladislaus V. Postumus beiwohnte und am selben Tag den Ritterschlag erhielt. Bekanntheit erlangte er insbesondere aufgrund der Beschreibung seiner Reisen, die ihn in den folgenden Jahren nach Rhodos und Jerusalem führten, aber auch nach Frankreich, auf die Iberische Halbinsel und nach Schottland.
Von Frühjahr 1454 bis Mitte 1456 befand er sich auf einer Pilgerreise auf Rhodos und Jerusalem, erhielt aber (anders als in der älteren Literatur zuweilen erwähnt) wohl nicht den Ritterschlag zum Ritter vom Heiligen Grab. Kurze Zeit nach seiner Rückkehr nach Schwaben brach er erneut zu einer Reise auf, die ihn über Frankreich auf die Iberische Halbinsel führte, Ceuta, sowie nach England und Schottland (1457–1459). Der Bericht über diese Reisen entstand nach 1467 (möglicherweise auch erst nach 1481).
Um 1450 war Georg Erzherzog Albrechts Kämmerer.
Georg von Ehingen wurde Tübinger Obervogt und ein enger Vertrauter des Grafen Eberhard im Bart. Er ließ die Wankheimer Jakobuskirche bauen, nachdem er 1482 Ortsherr von Wankheim geworden war. Seine Frau, die Reutlingerin Anna Ülin, geadelte von Richtenberg, brachte das Geld dazu mit in die Ehe. Nach dem vom König und späteren Kaiser Maximilian I. erzwungenen Regierungsverzicht Herzog Eberhards II. von Württemberg kehrte Georg von Ehingen als Mitglied im Regiment für den unmündigen Nachfolger Ulrich nochmals in das Machtzentrum Württembergs zurück und wurde für die Amtsperioden 1500 und 1501 zum Bundeshauptmann des Schwäbischen Bundes gewählt.
Er wurde in der Stiftskirche Tübingen beigesetzt, wo sich auch sein Epitaph befindet.

## Orden
In der Tübinger Stiftskirche hat sich Georg von Ehingen auch durch die Stiftung eines Glasfensters für das Langhaus mit seinen Orden verewigt.
Er war Ritter mehrerer Ritterorden: des Salamanderordens Albrechts von Österreich, des neapolitanischen Hermelinordens, des Halbmondordens Renés von Anjou, des Schuppenordens, des kastilischen Schärpenordens, des aragonesischen Kannenordens und wurde vom englischen König zum Knight of the Bath geschlagen.

## Werke
- Gabriele Ehrmann: Georg von Ehingen: Reisen nach der Ritterschaft. Edition, Untersuchung, Kommentar (Göppinger Arbeiten zur Germanistik, 262), 2 Bde. Kümmerle Verlag, Göppingen 1979 [Edition in Bd. 1].
- Des schwäbischen Ritters Georg von Ehingen Reisen nach der Ritterschaft (Bibliothek des litterarischen Vereins in Stuttgart, 1, 2), hg. von Franz Pfeiffer. Stuttgart 1842 (Digitalisat).